# بخش برسوییر
بخش برسوییر (به فرانسوی: Arrondissement de Bressuire) یک بخش در فرانسه است که در دو-سور واقع شده‌است.